# Tangará
Tangará là một đô thị thuộc bang Rio Grande do Norte, Brasil. Đô thị này có diện tích 356,78 km², dân số năm 2007 là 13526 người, mật độ 37,9 người/km².